# Leo Egghe
Leo Egghe, nat el 1952, és professor i bibliotecari en cap de la Hasselt University de Bèlgica. El 2001 rebé la medalla Derek de Solla Price per les seves contribucions com a informatòleg.